# Galepsus pentheri
Galepsus pentheri es una especie de mantis de la familia Tarachodidae.

## Distribución geográfica
Se encuentra en Camerún, Congo, Namibia y Transvaal en (Sudáfrica).